# Тъчстоун Пикчърс
Тъчстоун Пикчърс (на английски: Touchstone Pictures) е американска филмова компания, част от Уолт Дисни Къмпани. Регистрирана е през 1983 г. като „Touchstone Films“ и е предназначена за търговска марка на филмите, разглеждащи по-зрели теми от основното производство на Уолт Дисни Къмпани.
Някои от по-известните филми, издадени с етикета Тъчстоун Пикчърс, са „Цветът на парите“ (1986), „Добро утро, Виетнам“ (1987), „Кой натопи Заека Роджър“ (1988), „Обществото на мъртвите поети“ (1989), „Хубава жена“ (1990), „Систър акт“ (1992), „Въздушен конвой“ (1997), „Армагедон“ (1998), „Вътрешен човек“ (1999), „Грозна като смъртта“ (2000), „Пърл Харбър“ (2001), „Летателен план“ (2005), „Южнячки“ (2011) и „Линкълн“ (2012).